# Космос-954
Космос-954 — радянський супутник радіолокаційної розвідки з ядерною бортовою енергетичною установкою типу УС-А системи морської космічної розвідки і цілевказівки «Легенда». 24 січня 1978 року впав на територію Канади, викликавши радіоактивне зараження частини Північно-Західних територій.

## Призначення, особливості конструкції
«Космос-954» — один з супутників радіолокаційної розвідки типу УС-А, як джерело живлення яких використовувалася ядерна бортова енергетична установка. Причин використання ЯЕУ як джерела живлення було декілька. По-перше бортова РЛС, працюючи в активному режимі, потребує значної кількості енергії, у тому числі під час проходження супутника в тіні землі, що робить використання сонячних батарей неприйнятним. По-друге, радар вимагає якомога більш близького розташування КА до спостережуваних об'єктів, а отже низьку орбіту (270 км) польоту. Це теж не дозволяє використовувати як джерело енергії сонячні батареї.
Розробник супутника — конструкторське бюро ДКБ-52 Володимира Миколайовича Челомея, бортового ядерного реактора БЕС-5 «Бук» — ДКБ-670. Ядерна енергетична установка складалася з гомогенного реактора на швидких нейтронах БР-5А з тепловою потужністю 100 кВт. Реактор працював на урані-235, загальна маса якого при запуску становила 30 кг. Отримання електричного струму забезпечувалося напівпровідниковим термоелектричним генератором. Теплоносій — калій-натрієвий розплав. Ресурсом роботи 1080 годин. Вага — 1250 кг, що становило майже чверть від загальної ваги супутника. Від ЯЕУ з вихідною електричною потужністю 3 кВт живися бортовий радіолокатор бічного огляду. Супутник передавав на землю радіолокаційну картинку на фоні карти у смузі спостереження шириною 800 км і довжиною до 2000 км в залежності від параметрів витка, а також інформацію про місце цілей з точністю до 10 метрів.

## Запуск, робота і падіння
«Космос-954» масою в 4300 кілограмів був запущений з космодрому Тюра-Там (Байконур) 18 вересня 1977 року, з пускової установки № 19 стартового майданчика № 90. Старт відбувся штатно і до кінця жовтня супутник працював в парі з «Космосом-952». Параметри орбіти «Космос-954»: перигей — 259 км, апогей — 277 км, нахил — 65°.
28 жовтня 1977 року апарат вийшов з-під контролю наземних служб. Перевести реактор на орбіту поховання не вдалося. 6 січня 1978 року відбулася розгерметизація космічного апарата: усі бортові системи вийшли з ладу, КА перестав відповідати на команди з центру управління. Під дією опору атмосфери почав обертатися з прискоренням і знижуватися, поки нарешті 24 січня апарат увійшов у щільні шари атмосфери і зруйнувався над північними районами Канади.

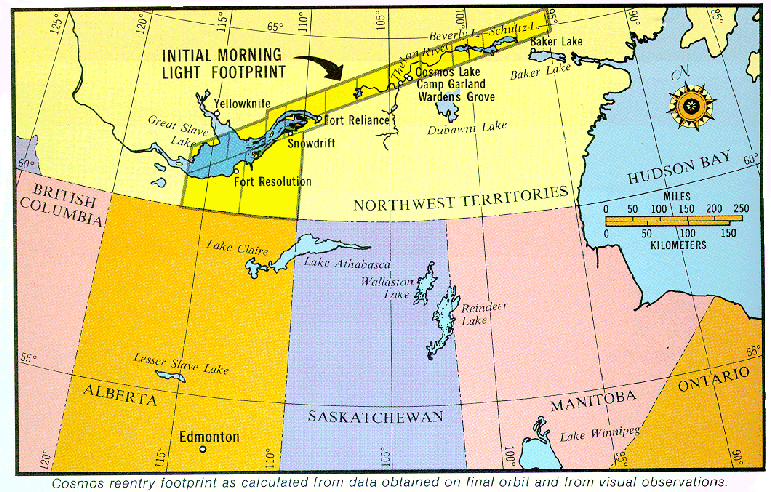
Схема області падіння радіоактивних уламків супутника «Космос-954»

Причину виходу супутника з-під контролю встановити не вдалося. Існує низка версій катастрофи. Основна — вихід з ладу коригуючого двигуна. Найбільш екзотичною версією вважається озвучена офіційним органом ЦК КПРС газетою «Правда» — використання американцями лазерної зброї: в газеті повідомлялося, що проблеми на супутнику розпочалися після прольоту над полігоном Вумера в Австралії. Начебто там і був розгорнутий бойовий лазер, який збив радянський супутник.

## Наслідки падіння супутника
О 6:53 ранку 24 січня 1978 року супутник увійшов в земну атмосферу над островами Королеви Шарлоти та зруйнувався в районі Великого Невільничого озера на півночі Канади. 37,1 кілограм ядерного палива головним чином розвіявся в атмосфері, але землі досягло близько сотні радіоактивних уламків, які впали на території площею 100 тисяч км². У місцях падіння деяких з них радіоактивність була значною — до 200 рентген на годину. За іронією долі, один з фрагментів реактора, в якому знаходився уран-235, впав недалеко від містечка Ураніум-Сіті. Через те, що супутник розсипався над пустельними малонаселеними районами людських жертв вдалося уникнути.

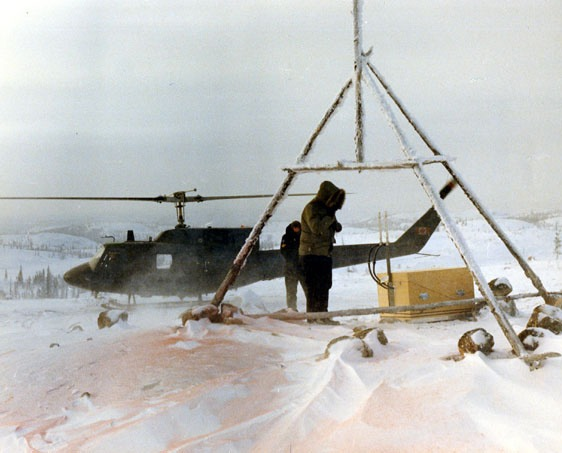
Операція Morning light. Установка орієнтирів

Практично відразу після аварії президент США Джиммі Картер зателефонував прем'єр-міністру Канади П'єру Трюдо і запропонував допомогу. Канадський уряд пристав на пропозицію американців у допомозі в пошуку радіоактивних залишків супутника і реактора. У той же день американські фахівці прибули до Канади. Штаб операції з пошуку базувався на канадській військовій базі в передмісті Едмонтону, провінція Альберта. Операція отримала кодову назву «Ранкове світло» (англ. Morning light). В ході першої фази операції було здійснене зондування території з повітря з використанням літаків і вертольотів з метою оцінки ступені радіоактивного забруднення. Після того, як 800-кілометрова територія ураження була визначена, почалася друга фаза — пошук і утилізація залишків супутника, дезактивація території.
Перший об'єкт — залишки активної зони ядерного реактора — був знайдений 26 січня. Всього було знайдено понад 100 фрагментів у вигляді стрижнів, дисків, трубок і більш дрібних деталей, радіоактивність яких була від декількох мілірентген до 200 рентген/годину, загальною масою 65 кг. Загалом було зібрано понад 90 % радіоактивних продуктів поділу з реактора супутника. Витрати на операцію склали 14 мільйонів доларів.

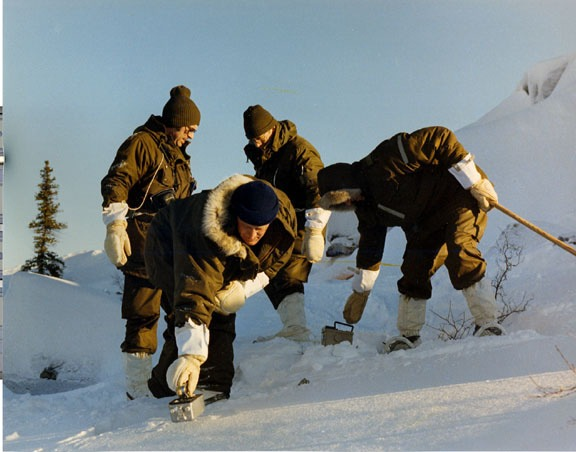
Операція Morning light. Ручний замір рівнів радіації

Падіння радянського супутника-шпигуна з ядерним реактором і подальше радіоактивне зараження території іноземної держави викликало міжнародний скандал. Уряд СРСР змушений був офіційно визнати факт запуску супутників з ядерними реакторами і виплатити компенсацію канадській стороні за забруднення території радіоактивними залишками супутника. Сума компенсації точно невідома, в різних джерелах фігурують суми від 3 до 7,5 мільйонів доларів. Згідно з документом «Врегулювання претензій Канади до Союзу Радянських Соціалістичних Республік з приводу збитків, завданих супутником Космос-954» (англ. Settlement of Claim between Canada and the Union of Soviet Socialist Republics for Damage Caused by Cosmos 954) від 2 квітня 1981 року, Канада в своїй позовній заяві оцінювала витрати з ліквідації наслідків падіння в $6 041 174,70 і наголошувала на праві стягнути з СРСР додаткові невраховані витрати, які можуть виникнути в майбутньому. Згідно з документом, СРСР зобов'язався виплатити Канаді 3 млн. канадських доларів компенсації за всі обставини, які спричинило за собою падіння супутника. СРСР довелося майже на три роки відмовитися від запусків подібних супутників і серйозно удосконалити систему радіаційної безпеки супутника.